# 劉萬梁
劉萬梁（英語：Jerry Lau，1985年12月24日—），香港武術家、教練、雙節棍達人和藝人。為香港雙節棍總會創辦人兼主席及總教練、飛翔香港雙節棍藝術協會創辦人、香港雙節棍八級八段體系始創者、中國國際雙節棍聯盟黑帶五段、世界健力士紀錄創立者、著名香港雙節棍推廣者。他自2009年受邀參與全港大小公開活動、演出、電視台和媒體訪問中推廣香港雙節棍文化和系統。他亦一直強調宣揚雙節棍運動的去武器化，傳達合法、安全、正確、健康的訊息，並以技術主導與科學規模化教學為教學理念。
2009年，劉萬梁創立香港首個以雙節棍為主的組織，為「飛翔香港雙節棍藝術協會」，宗旨為於全港各社區推廣、分享和傳授雙節棍文化和技術。同年，他在2009年香港國際雙節棍大賽中取得最大貢獻、最佳優異團隊獎。2011年，通過全港海選選拔入選進棚拍攝TVB武術選秀節目《功夫新星》，並奪得全港12強的成績。他事後受邀參與無線電視第44屆《萬千星輝賀台慶》「功夫新星女拳會」與香港殿堂級說唱歌手和《功夫新星》主持MC Jin 歐陽靖以及一眾學員同台演出雙節棍、並且參與演出第33屆《歡樂滿東華》的「棍影縱橫揚善心」。數個月後，他與《功夫新星》幕前動作指導李嘉等人創立武館「東方體育會」，擔任館內雙節棍導師。2016年，聯合合作多年的優才書院，與其507名包括校長、師生共同創立全港首個健力士紀錄「世界最大規模雙節棍課」（英文：Largest Nunchaku Lesson）的健力士世界紀錄。同年，劉萬梁於8月25日創立「香港雙節棍總會」，為現今唯一被中國香港特別行政區政府認可資助的雙節棍體育組織，以及世界雙節棍總會唯一認可的香港官方組織，並成立香港雙節棍總會有限公司。2019年，他受邀往紅磡體育館的大型國慶年度活動「香港同胞慶祝中華人民共和國成立週年文藝晚會」，帶領香港雙節棍總會學員與劉德華同台演出《中國人》。2023年，他於4月15日的「全民國家安全教育日」在西九文化區舉辦國家安全日大型宣傳，引起全港電視台及各大媒體報章關注，香港政府保安局局長鄧炳強和教育局局長蔡若蓮等官員亦有參加。2024年，劉萬梁在香港文化中心創辦首屆「雙節棍同樂及推廣日」年度大型活動。

## 生涯經歷
劉萬梁的雙節棍研習起源於他年少時觀看李小龍的電影。當時他年僅十一二歲，受到電影中流暢的武打動作啟發而開始自學雙節棍。通過模仿李小龍的動作，並參考香港漫畫家崔成安的《雙節棍畫冊》進行練習，他每天練習五至六個小時。他進入社會後從事電器銷售工作，但仍然保持著每天訓練的習慣。隨著技藝的精進，他創立了香港雙節棍八級八段體系、成為TVB《功夫新星》十二強、獲得中國國際雙節棍聯盟黑帶五段等榮譽，並且創下了全球最早的雙節棍健力士世界紀錄之一。
2009年，劉萬梁決定將雙節棍發展成為事業，參加各種活動，並辭去了工作，全心投入到雙節棍的學習與研究中，並開始研習一套獨特的教學體系。同年，他創立了飛翔香港雙節棍藝術協會，致力於推廣和發展這項運動。
隨後的多年中，劉萬梁與學員們參與了香港各種大小型活動和宣傳，包括表演、比賽、以及多次媒體訪問，逐步提高了雙節棍運動在香港的社會認知度，亦與一眾藝人合作，擴大了雙節棍在各社區的影響力。透過這些活動，他成功吸引了更多支持者和學員的加入，目標為鞏固了協會的發展基礎。
2016年，劉萬梁將協會轉型為香港雙節棍總會，他認為確立了他追求夢想的信念。同年，他與優才書院的師生共同創造了全港首項項健力士世界紀錄，該事件被列入香港回歸二十周年的重要紀事之一。
2021年，在疫情期間，劉萬梁發起了「人人有棍練」計畫，免費向市民教授雙節棍。此計畫旨在鼓勵市民在疫情期間保持身心健康，並為更多人提供接觸雙節棍運動的機會，計畫吸引了各年齡層的學員參與。
2023年，為紀念李小龍逝世50周年，劉萬梁與元朗警區及世界雙節棍總會（香港分會）合作，於4月14日的全民國家安全教育日，在西九文化區藝術公園舉辦了「長幼武動海綿雙節棍」大型活動，這也是香港首次將雙節棍納入全民健身運動。活動吸引了從6歲到80歲的多元化參與者，融入了香港警隊的主題曲《捍衛香港》，並強調「守護國家安全是每個公民的責任」的標語。
同年，劉萬梁主導並完成了香港雙節棍總會加入世界雙節棍總會的工作。他提出，來自新加坡、韓國、馬來西亞、印尼、越南等國的雙節棍愛好者，通過這樣的聯盟，能夠形成推動雙節棍發展的強大力量。他11年前便構想建立亞洲雙節棍聯盟，定期舉辦活動、比賽、研討會，促進雙節棍的普及並促進旅遊發展。隨著香港雙節棍總會加入世界雙節棍總會，這一理想更進一步實現。
2024年，劉萬梁於2024年1月2日在香港尖沙嘴文化中心隆重舉辦了全球首個以雙節棍為推廣主題的年度活動——首屆「雙節棍同樂及推廣日」（簡稱雙節棍日），成為推廣雙節棍運動的重要里程碑。同年的7月10日，他成功舉辦了「千人雙節棍」表演活動，吸引了大量參與者，他們整齊劃一地舞動海綿雙節棍。該活動引起了媒體的廣泛關注，進一步擴大了雙節棍運動的影響力。
劉萬梁計劃每年舉辦「雙節棍日」以及「千人雙節棍」活動，並邀請外國朋友參與，吸引全球李小龍的粉絲來到香港體驗李小龍的精神，且進一步促進香港的文化、旅遊及經濟發展。